# 500 miles d'Indianapolis 1927

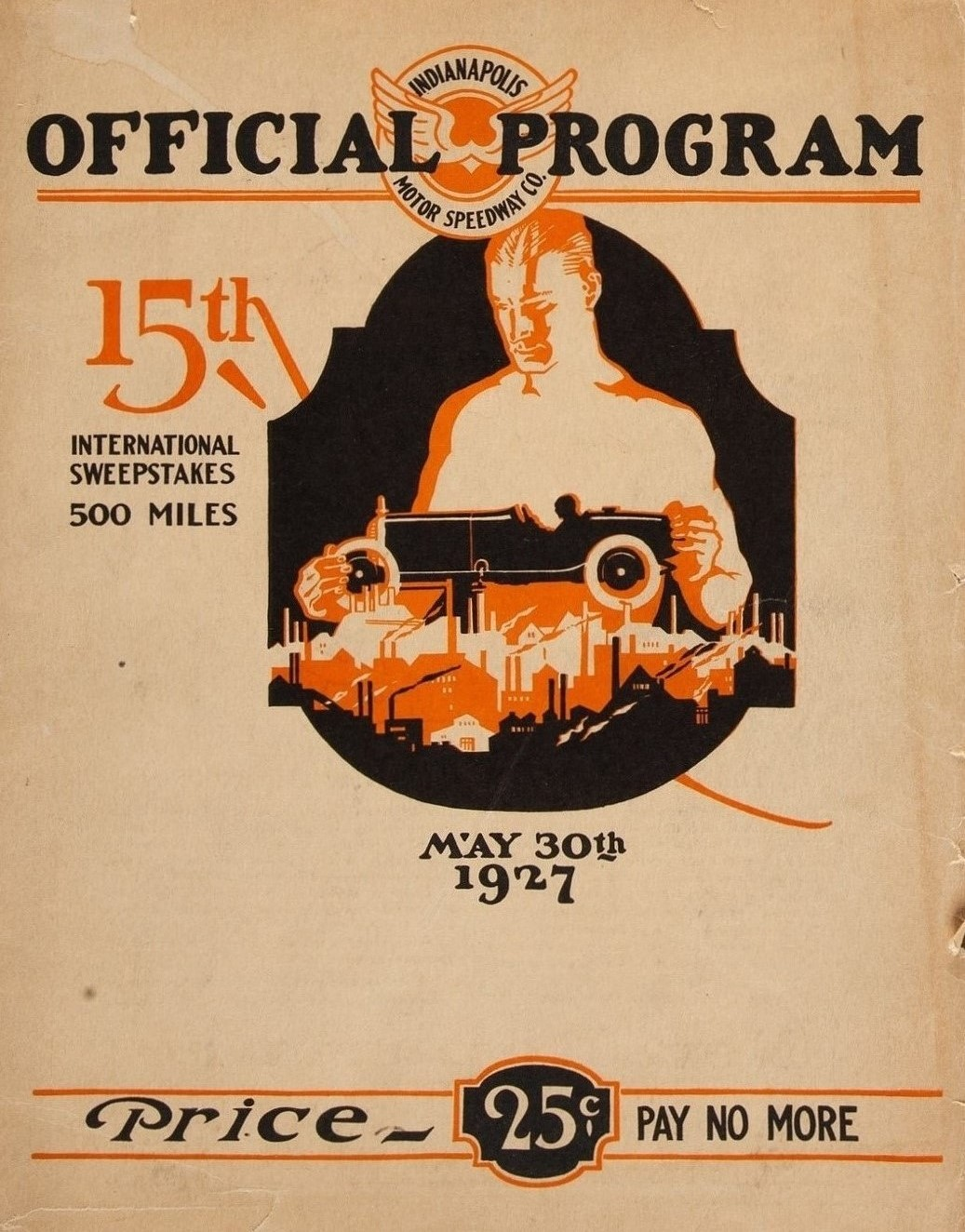
Affiche des 500 miles d'Indianapolis 1927

Les 500 miles d'Indianapolis 1927, courus sur l'Indianapolis Motor Speedway et organisés le lundi 30 mai 1927, ont été remportés par le pilote américain George Souders sur une Duesenberg.

## Grille de départ
| Ligne | Intérieur       | Centre          | Extérieur         |
| 1     | Frank Lockhart  | Pete DePaolo    | Leon Duray        |
| 2     | Harry Hartz     | Ralph Hepburn   | Cliff Woodbury    |
| 3     | Bob McDonogh    | Dave Lewis      | Bennett Hill      |
| 4     | Norman Batten   | Jack Petticord  | Peter Kreis (en)  |
| 5     | Frank Elliott   | Cliff Bergere   | Earl Devore       |
| 6     | William Shattuc | Dutch Bauman    | Eddie Hearne      |
| 7     | Wilbur Shaw     | Al Melcher      | Jules Ellingboe   |
| 8     | George Souders  | Louis Schneider | Babe Stapp        |
| 9     | Tommy Milton    | Wade Morton     | Tony Gulotta (en) |
| 10    | Dave Evans      | Al Cotey        | Fred Lecklider    |
| 11    | Benny Shoaff    | Jim Hill        | Fred Frame        |

La pole fut réalisée par Frank Lockhart à la moyenne de 193,282 km/h.

## Classement final
| no | Pilote            | Voiture        | Tours | Temps/Abandon   |
| 1  | George Souders    | Duesenberg     | 200   |                 |
| 2  | Earl Devore       | Miller         | 200   |                 |
| 3  | Tony Gulotta (en) | Miller         | 200   |                 |
| 4  | Wilbur Shaw       | Miller         | 200   |                 |
| 5  | Dave Evans        | Duesenberg     | 200   |                 |
| 6  | Bob McDonogh      | Cooper-Miller  | 200   |                 |
| 7  | Eddie Hearne      | Miller         | 200   |                 |
| 8  | Tommy Milton      | Detroit-Miller | 200   |                 |
| 9  | Cliff Bergere     | Miller         | 200   |                 |
| 10 | Frank Elliott     | Miller         | 200   |                 |
| 11 | Fred Frame        | Miller         | 199   |                 |
| 12 | Jim Hill          | Miller         | 198   |                 |
| 13 | Benny Shoaff      | Duesenberg     | 197   | mécanique       |
| 14 | Wade Morton       | Duesenberg     | 152   | accident        |
| 15 | Al Melcher        | Miller         | 144   | moteur          |
| 16 | Louis Schneider   | Miller         | 137   | mécanique       |
| 17 | Peter Kreis (en)  | Cooper-Miller  | 123   | mécanique       |
| 18 | Frank Lockhart    | Miller         | 120   | mécanique       |
| 19 | Cliff Woodbury    | Miller         | 108   | moteur          |
| 20 | Dutch Bauman      | Miller         | 90    | mécanique       |
| 21 | Al Cotey          | Miller         | 87    | mécanique       |
| 22 | William Shattuc   | Miller         | 83    | moteur          |
| 23 | Fred Lecklider    | Miller         | 49    | accident        |
| 24 | Ralph Hepburn     | Miller         | 39    | réservoir fendu |
| 25 | Harry Hartz       | Miller         | 38    | mécanique       |
| 26 | Pete DePaolo      | Miller         | 31    | moteur          |
| 27 | Leon Duray        | Miller         | 26    | réservoir fendu |
| 28 | Bennett Hill      | Miller         | 26    | mécanique       |
| 29 | Jules Ellingboe   | Miller         | 25    | accident        |
| 30 | Norman Batten     | Fengler-Miller | 24    | incendie        |
| 31 | Bape Stapp        | Duesenberg     | 24    | mécanique       |
| 32 | Jack Petticord    | Miller         | 22    | moteur          |
| 33 | Dave Lewis        | Miller         | 21    | mécanique       |

## Sources
- (en) Résultats complets sur le site officiel de l'Indy 500